# Battery Maritime Building
Le Battery Maritime Building est un terminal de ferry sur la pointe sud de l'île de Manhattan à New York. Situé au 10 South Street, près de l'intersection avec Whitehall Street, il est utilisé pour des excursions et est utilisé comme terminal de ferry pour Governors Island depuis 1956 . Le bâtiment de style Beaux-Arts a été construit de 1906 à 1909 en tant que jetée municipale du Ferry. Il a été inscrit au registre national des lieux historiques en 1976.

## Description

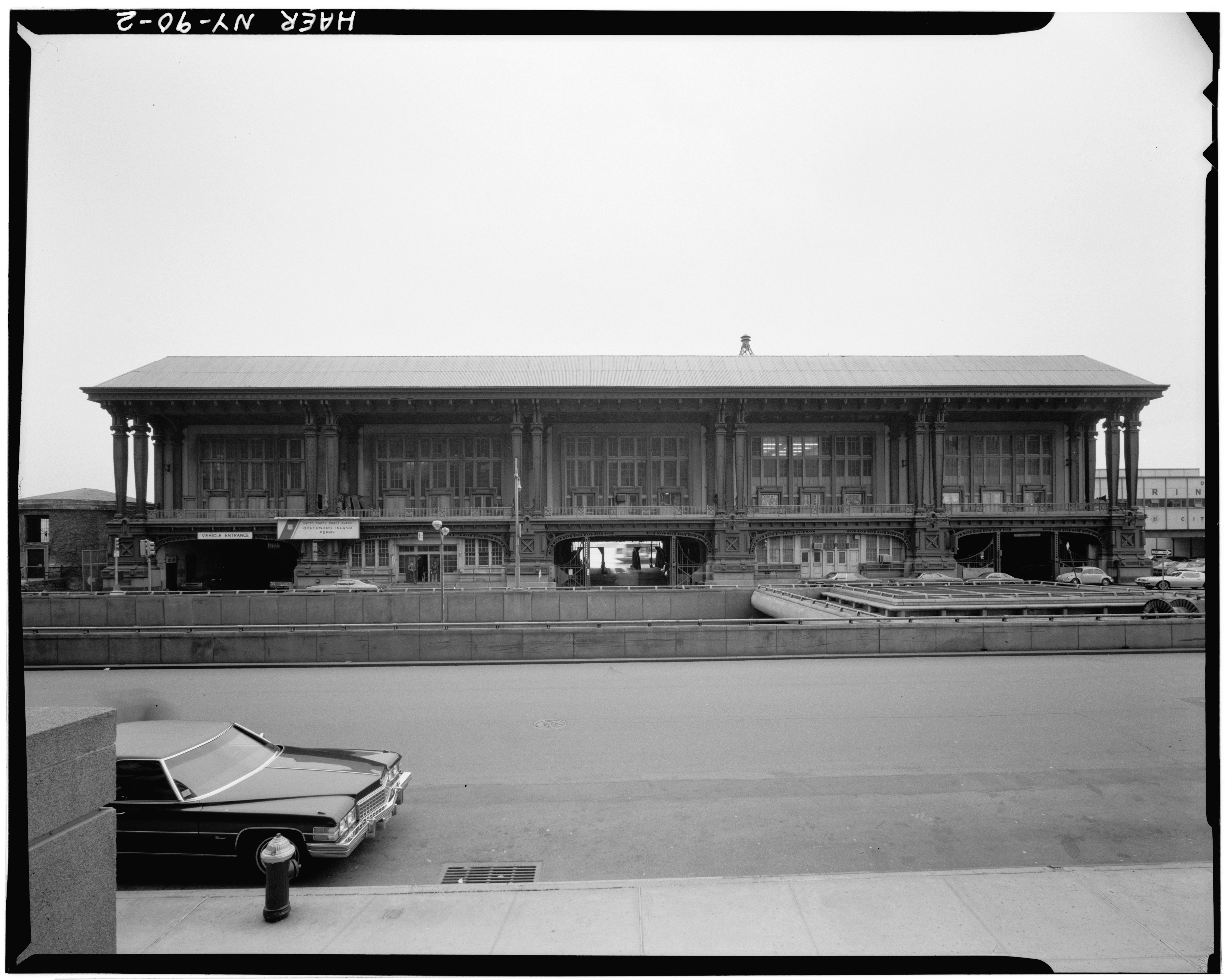
Terminal de ferry de Whitehall Street, 11 South Street, dans les années 1970

Conçu par la firme Walker et Morris  il utilisait une variété de métaux architecturaux, notamment la fonte, l'acier laminé, du zinc et du cuivre estampé, et les voûtes sous le toit du porche utilisent des tuiles Guastavino. C'est le seul bâtiment de ferry de style Exposition Universelle encore en activité à Manhattan .
Le terminal de Whitehall a été construit en même temps à proximité et est apparu comme un jumeau, avant d'être reconstruit de façon drastique en 1956 . En 1991, le terminal de Whitehall a été détruit par un incendie. Il a été remplacé d'abord par une structure provisoire, puis par le bâtiment actuel de 2005.

## Histoire
La structure a été construite de 1906 à 1909, remplaçant un bâtiment antérieur sur le site qui avait fonctionné depuis 1887 . Le nouveau bâtiment et son prédécesseur ont été utilisés par les ferries se rendant à la 39e rue à South Brooklyn (maintenant le quartier de Sunset Park à Brooklyn)  et en tant que tel, a été nommé Quai municipal des ferries pour South Brooklyn. Le service de ferry de Brooklyn a été fermé le 15 mars 1938 et les 13 000 m2 de bâtiment ont été utilisés par diverses agences de la ville, y compris le ministère de la Marine et de l'Aviation à partir de 1959. Dans les années suivantes, son aspect multicolore d'origine a été remplacé par une couleur destinée à imiter la patine cuivrée de la statue de la Liberté.

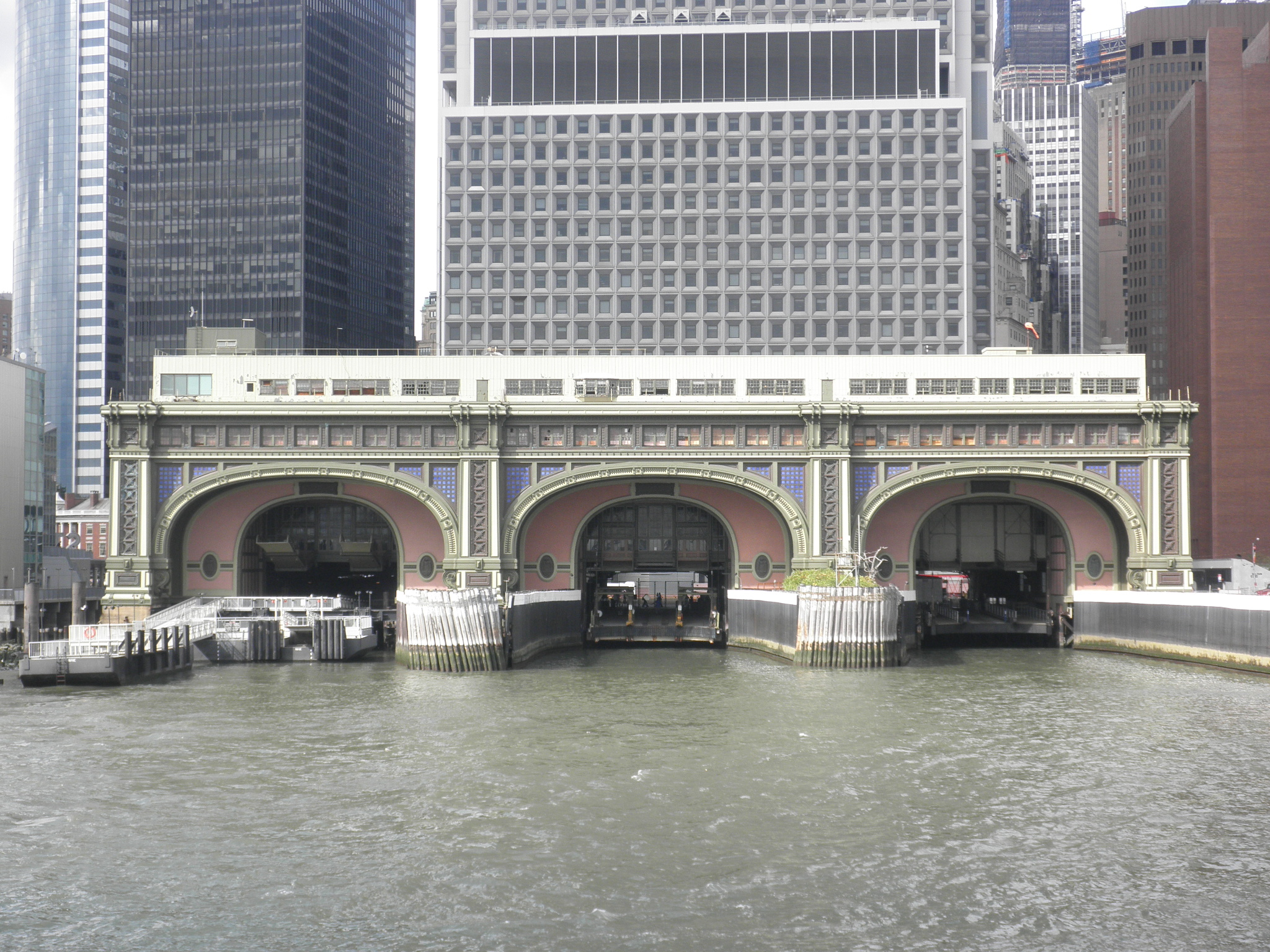
Vue des quais du ferry, numérotés de 5 à 7 (de gauche à droite)

En 1956, l'armée américaine a commencé à utiliser le terminal pour fournir des services à Fort Jay, un poste de l'armée sur Governors Island. En remplaçant les ferries à vapeur plus petits par deux nouveaux bateaux diesel-électriques plus grands, l'armée a exigé des quais de ferry plus importants, déplaçant leur opération de ferry vers un quai de ferry plus vaste et ouvert, situé au Barge Office, à l'ouest du terminal de ferry de Staten Island, vers le Battery Maritime Building . Lorsque les Garde-Côtes américains ont pris le contrôle de Governors Island à l'Armée en 1966  ils ont continué à utiliser le terminal pour fournir des services de véhicules et de passagers à l'île pour ses 3 000 habitants et 2 000 navetteurs quotidiens jusqu'à leur départ en 1996 .
Entre 2001 et 2005, dans une rénovation de 36 millions de dollars, l'extérieur du bâtiment et ses piles en bois se détériorant ont été restaurés et son extérieur repeint dans sa palette de couleurs originale par Jan Hird Pokorny Architects .

## Utilisation actuelle
Pendant la saison estivale, le service de ferries public vers Governors Island fonctionne à partir du quai 7 du bâtiment . Les ferries sont exploités par le Trust for Governors Island, une agence à but non lucratif créée en 2003 par la ville de New York. La ligne de ferry fonctionne avec deux navires, le Lieutenant Samuel S. Coursen et le Governors 1. Le service de ferries fonctionne de mai à octobre .
NY Waterway exploite également un service de banlieue aux heures de pointe vers Port Liberté à partir du quai 5 . D'autres services de NY Waterway opèrent à partir du débarcadère du Pier 11 / Wall Street.
En 2009, Dermot Construction a remporté l'appel d'offres pour convertir le bâtiment en hôtel. Après de nombreux retards, dont l'ouragan Sandy, le projet a reçu un nouveau tour de financement en 2018 et un groupe comprenant Cipriani SA espère l'ouvrir dès 2020 ,.

## Galerie

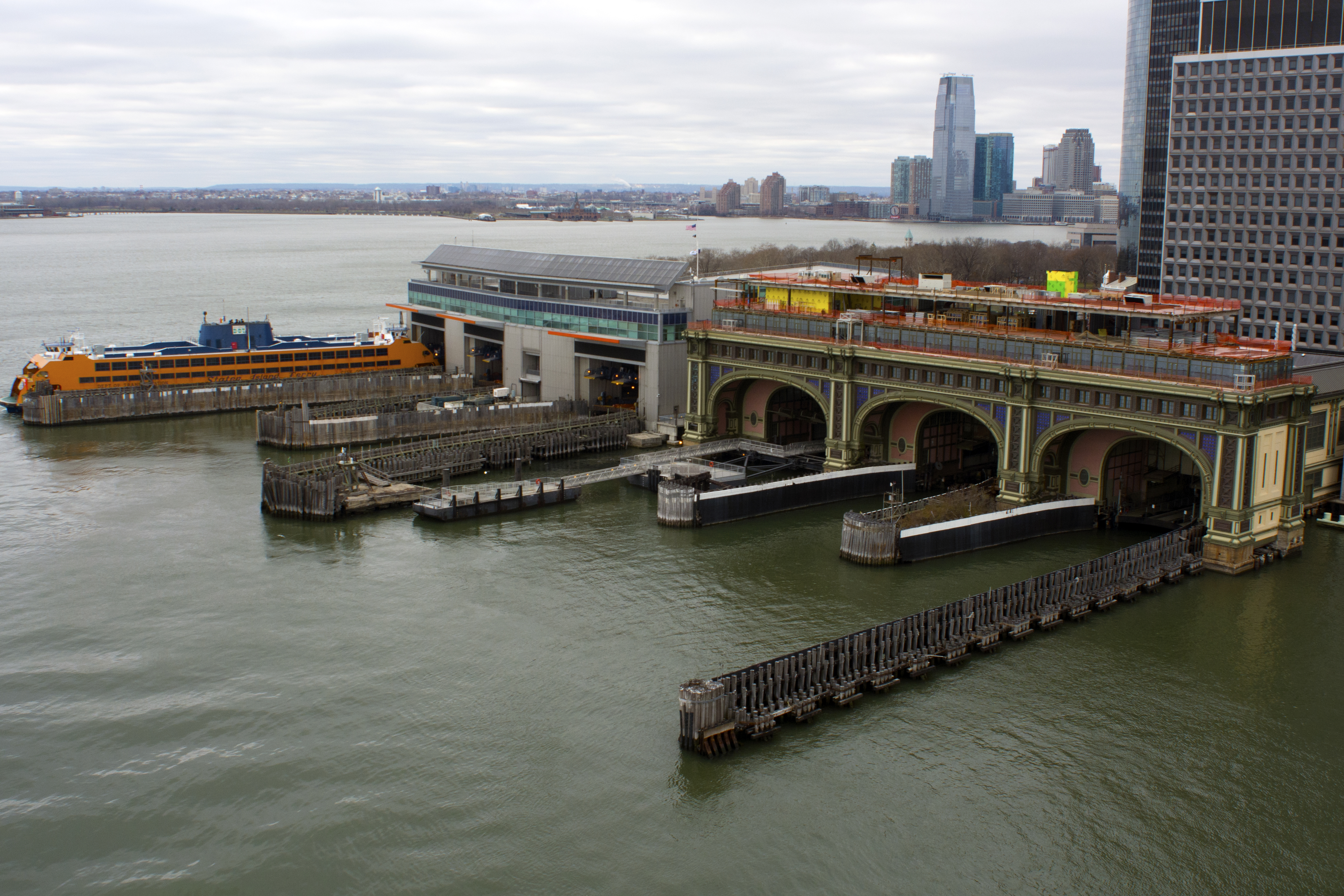
Terminaux de ferry de Manhattan Island en décembre 2014
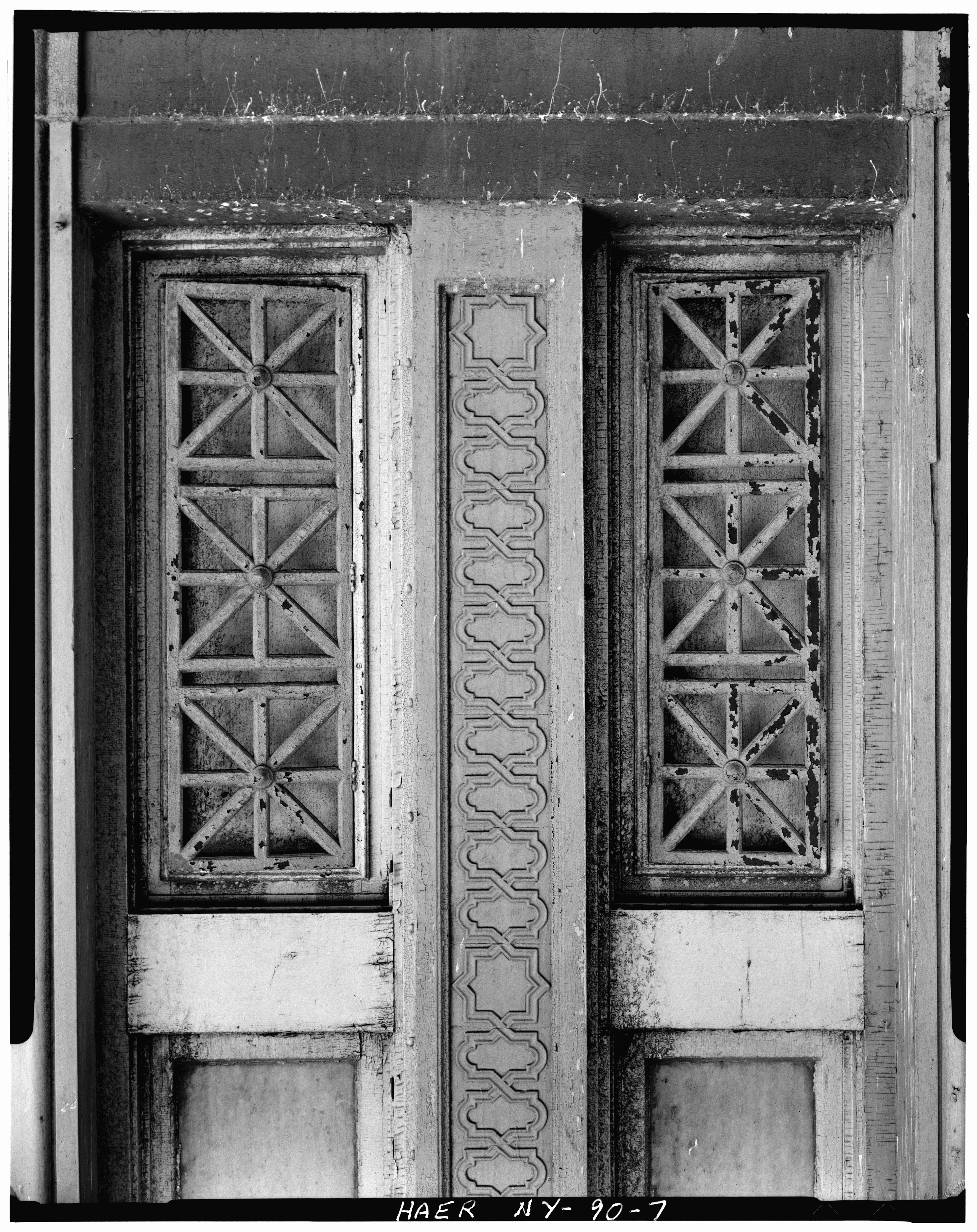
Ferronnerie et panneaux de fenêtres sur balcon. - Terminal de ferry de Whitehall Street, 11 South Street, Bibliothèque du Congrès, Historic American Buildings Survey
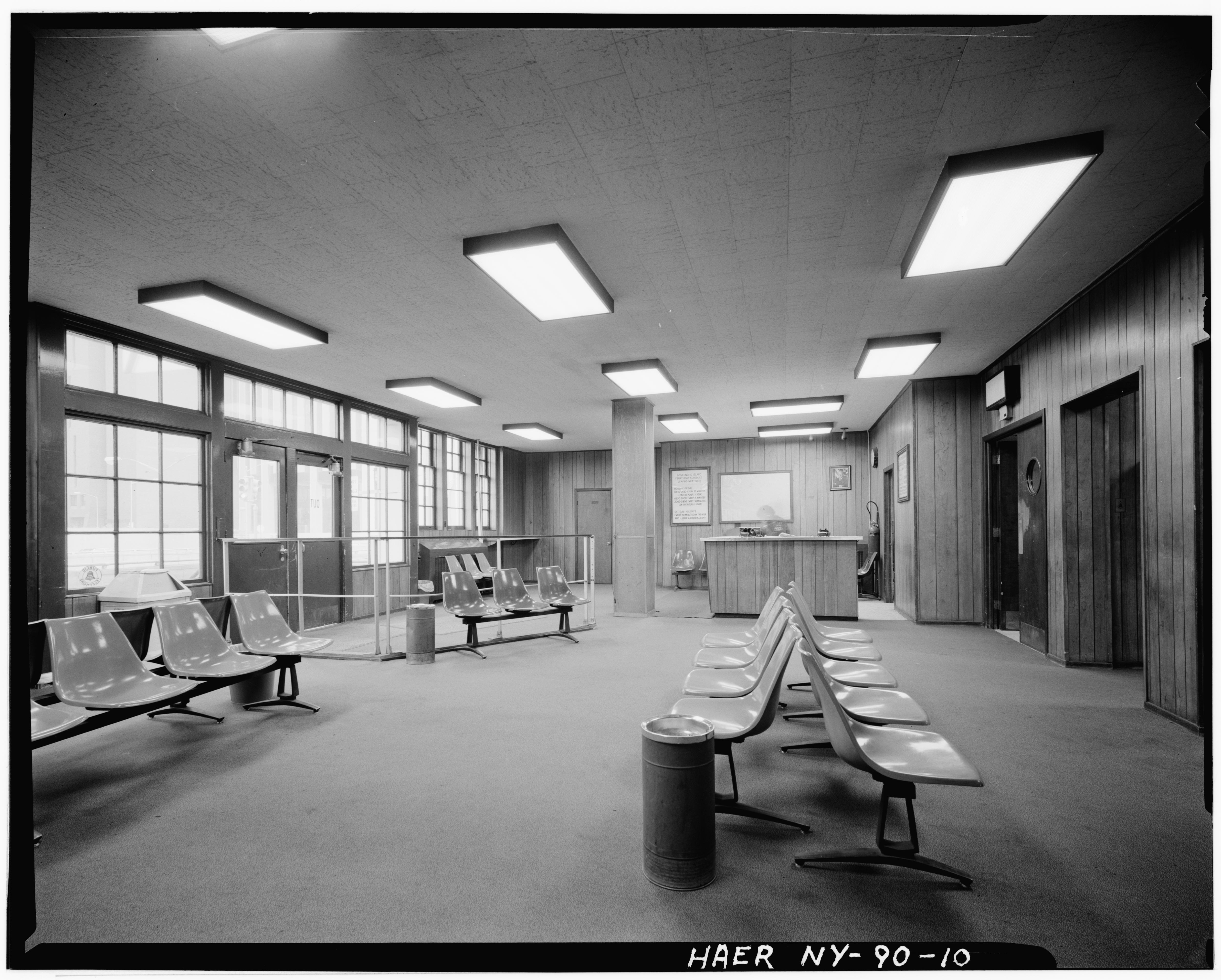
Salle d'attente. - Terminal ferry de Whitehall Street, 11 South Street, Bibliothèque du Congrès, Historic American Buildings Survey
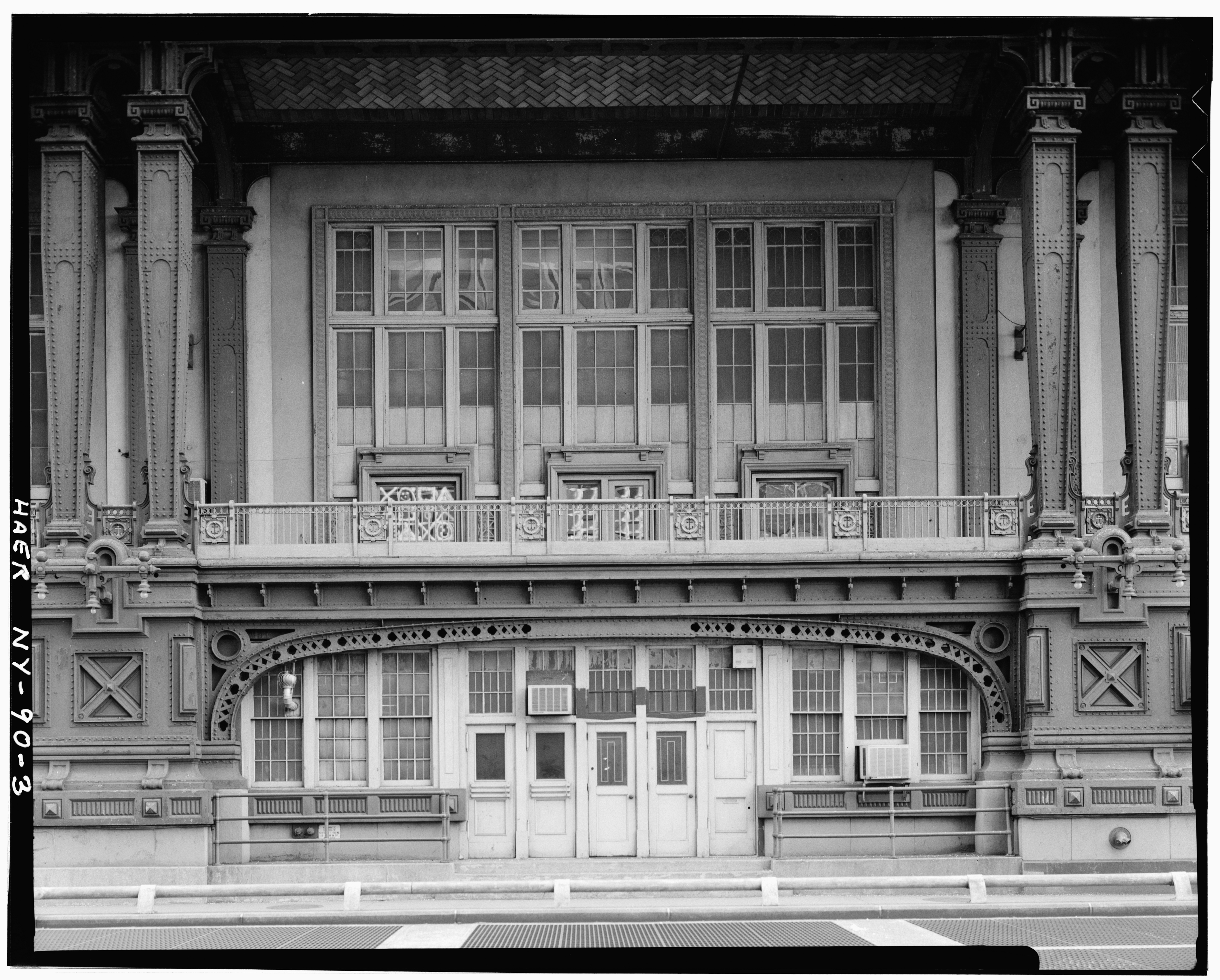
Baie d'entrée, élévation nord. - Terminal ferry de Whitehall Street, 11 South Street, Bibliothèque du Congrès, Historic American Buildings Survey
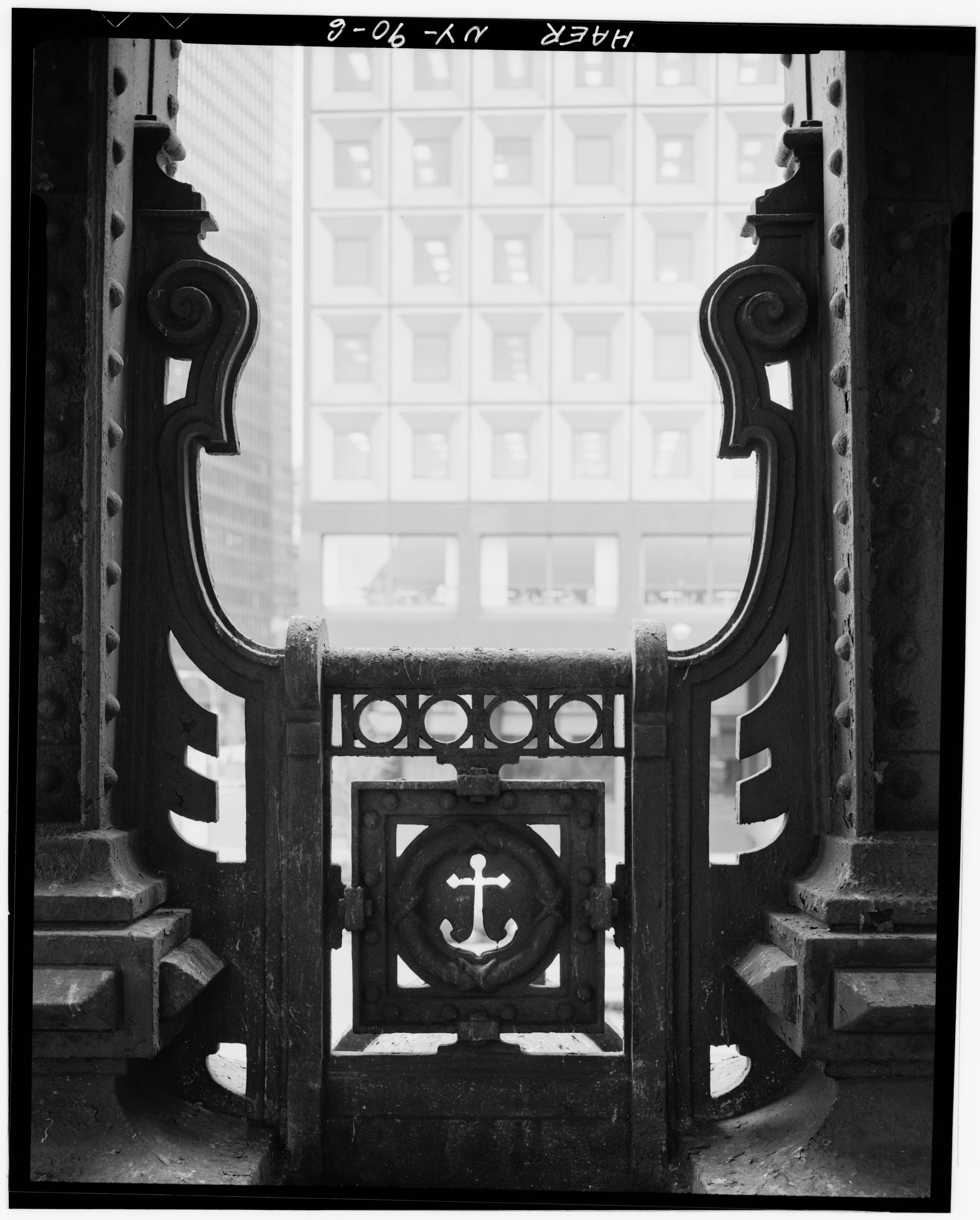
Garde-corps entre colonne sur balcon. - Terminal ferry de Whitehall Street, 11 South Street, Bibliothèque du Congrès, Historic American Buildings Survey
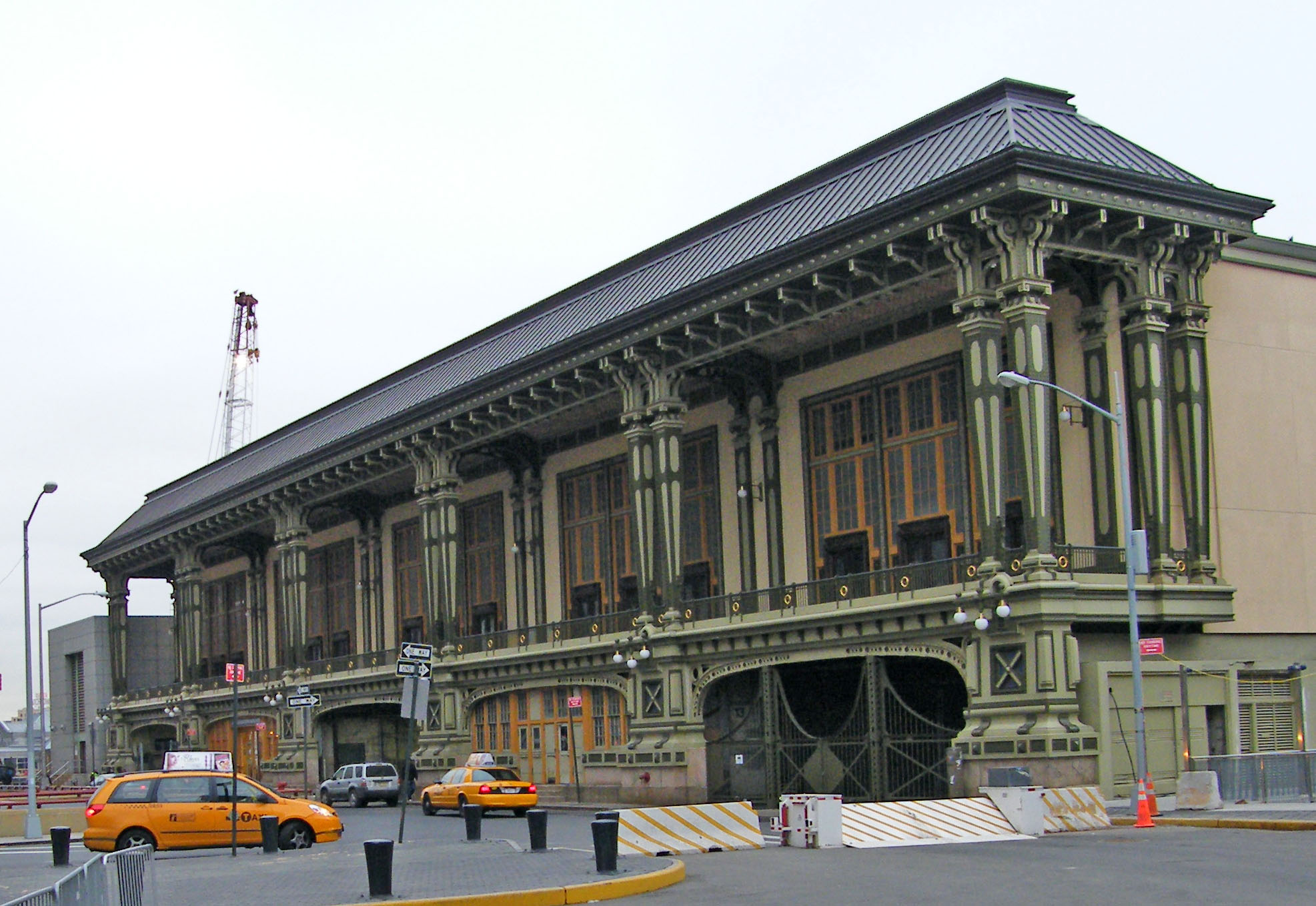
Jetée municipale, 2009

## Voir également
- Terminal de ferry de Battery Park City
- Ferry Fulton, Brooklyn